# Oudeschans (Amsterdam)
Le Oudeschans ou Oude Schans (« ancien rempart » en néerlandais), anciennement connu sous le nom de Nieuwe Gracht (« Nouveau canal ») est un canal de la ville d'Amsterdam. Il est situé à l'est de l'arrondissement de Centrum (dans le Lastage) et relie le Sint Antoniesluis (entre Sint Antoniesbreestraat et Jodenbreestraat) au Oosterdok où il se jette dans l'IJ. Il est surtout connu pour la Montelbaanstoren, tour construite au XVIe siècle qui s'y trouve, ce qui lui vaut parfois le nom de Montelbaansgracht.
Des deux côtés au sud, le canal est bordé par deux rues baptisées Oudeschans. Du côté de Oosterdok (au nord), au niveau de Prins Hendrikkade, les rues prennent les noms de Kalkmarkt sur la rive gauche, et 's-Gravenhekje sur la rive droite. Deux ponts enjambent le canal : le Keizersbrug (« pont de l'empereur ») au niveau de la Korte Koningsstraat et le Kikkerbilsluis (« écluse des cuisses de grenouille ») sur Prins Hendrikkade. Le Montelbaansbrug se trouve quant à lui au carrefour entre le Oudeschans et le Waalseilandsgracht.
L'ancienne salle de concert Het Bimhuis, ouverte en 1974, se trouvait sur le canal jusqu'en 2004.

## Histoire
En 1512, les troupes du Duché de Gueldre attaquèrent Amsterdam, et pillèrent le Lastage, où se trouvait alors la zone industrielle de la ville et notamment ses chantiers navals. Entre 1515 et 1518, une ramification de l'Amstel fut creusée (le Zwanenburgwal) jusqu'au Nieuwe Gracht - nom sous lequel le Oudeschans était alors connu - sous la forme d'un canal de défense de la partie orientale de la ville. Avec le remblai récupéré lors de la construction du canal, un rempart fut construit. Une palissade fut ensuite installée dessus. Celle-ci constituait le Oudeschans originel. La Montelbaanstoren  fut ajoutée au système de défense vers 1516. À l'est du Nieuwe Gracht, trois îles artificielles furent aménagées à la fin du XVIe siècle, Uilenburg, Marken (devenue Valkenburg) et Rapenburg, au cours des deux élargissements de la ville de 1618 et 1653. Un nouveau mur de fortifications fut alors construit à la frontière de la ville, pour se prémunir d'une éventuelle attaque des Espagnols. Étant donné que cette nouvelle muraille entourait également les nouvelles îles, le Nieuwe Gracht  se retrouva à l'intérieur des limites de la ville. Le oude schans perdit alors son rôle de défense, et le canal prit le nom de Oudeschans. En 1602, la Sint Antoniesdijk fut construite au sud du Oudeschans et la Sint Antoniesluis fut installée, afin de permettre aux bateaux de naviguer en direction de l'Amstel via le Zwanenburgwal.

## Aujourd'hui
Aujourd'hui le canal Oudeschans est une zone très dynamique de la ville. Plusieurs péniches habitables y ont élu domicile, et on trouve sur ses berges des hôtels de luxe, idéalement placés pour les touristes, les sièges sociaux de plusieurs entreprises européennes comme SimplyFR, le studio d'enregistrement Studio Ion, ou encore l'agence d'évènementiel Evenses, spécialiste de la réservation de groupes de musique. Cette zone d'Amsterdam est originale par son insularité, la rendant très calme et peu passante, pour autant très centrale et extrêmement bien située, expliquant notamment le prix de l'immobilier qui s'y est envolé.  